# 타바스코 소스
타바스코 소스(Tabasco sauce)는 핫소스 중에서 미국 루이지애나주의 에이버리아일랜드에 있는 매킬러니사의 핫소스 상품을 일컫는 등록상표이다. 이 상표의 이름은 멕시코의 타바스코주에서 유래했다. 보통 소문자로 시작하는 타바스코(tabasco)는 타바스코 고추를 부르는 학명이지만, 대문자(Tabasco)로 시작하는 경우는 상품명을 의미한다. 서양식 매운 소스류 중에서 타바스코는 가장 유명한 상표이다. 타바스코 소스는 타바스코고추를 갈아 소금과 섞어 참나무 통에 넣어 3년 이상 숙성시킨 뒤 식초와 섞어 출시한다. 이러한 타바스코 소스는 매우 맵고 시큼한 향을 낸다.
회사의 공식 역사에 따르면 타바스코는 1868년에 메릴랜드주 출신의 전 은행가로 1840년경 루이지애나주로 이사한 에드먼드 매킬러니(Edmund McIlhenny)에 의해 처음 생산되었다. 창립자 에드먼드 매킬러니는 원래 미국 루이지애나주에서 은행원으로 근무했었고 정원사에 미식가이기도 했다. 매킬러니는 남북전쟁 중 남부군에게 멕시코 타바스코에서 재배되는 고추를 받아 심었으나 열매가 열리기 전 북군이 쳐들어와 섬을 비웠고, 전쟁 후 돌아와 자라고 있던 고추로 소스를 만들었다. 이 소스가 평가가 좋아서 1863년 뉴올리언스 유리제품 공장에서 오드콜로뉴 용기 350개를 주문하여 소스를 채워 팔기 시작했는데 이것이 타바스코 소스의 시초가 되었다고 한다. 그러나 그가 고추 종자를 받은 때가 전쟁 중이 아니라 전쟁이 끝난 뒤이고 최초로 고추를 수확한 때는 1868년, 소스의 최초 생산연도는 1869년에 초기 생산량은 658병이라는 등 매체에 따라 세부적인 내용에 약간 차이가 있다. 맥킬러니는 이 소스에 멕시코 지명 '타바스코'를 이름 붙였고 1870년 특허를 따냈다.
제프리 로스페더(Jeffrey Rothfeder)의 책 매킬러니의 금(McIlhenny's Gold)에서 지적했듯이 매킬러니사의 공식 역사 중 일부는 논란의 여지가 있으며, 정치인 마운셀 화이트(Maunsel White)는 매킬러니보다 20년 앞서 타바스코 고추 소스를 생산하고 있었다고 하며, 2007년 《월스트리트 저널》의 마크 로비쇼(Mark Robichaux)가 쓴 서평에서 로스페더(Rothfeder)의 책을 인용하여 다음과 같이 언급했다.
이 이야기는 사실 남북 전쟁 이전 시대로, 호화로운 만찬 파티에서 제공되는 음식으로 유명했던 뉴올리언스 농장주인 마운셀 화이트와 함께 시작된다. 화이트씨의 식탁은 의심할 여지 없이 그 지역의 다양한 요리로 가득 찼을 것이다. 그는 유럽, 카리브해, 케이준 소스에서 영감을 얻었지만, 그가 가장 좋아하는 소스 중 하나는 멕시코 타바스코주에서 유래한 고추로 만든 그가 직접 고안한 것이었다. 화이트는 다양한 요리에 넣고 손님을 위해 병에 담았다. 매킬러니 부부는 그 가능성을 부인하려고 했지만, 에드먼드 매킬러니가 타바스코 고추를 발견했다고 공언하기 무려 20년 전인 1849년에 화이트는 이미 자신의 농장에서 타바스코 고추를 재배하고 있었다는 것이 지금은 분명해 보인다.

로스페더는 1850년 1월 26일자 뉴올리언스 데일리 델타(Orleans Daily Delta) 신문에 보낸 편지를 인용했는데, 그 편지에서 화이트가 "토바스코 고추(Tobasco red pepper)"를 미국 남부에 소개했다고 공로를 인정했고, 매킬러니는 적어도 화이트의 레시피에서 영감을 받았다고 주장했다. 진 앤드류스(Jean Andrews)는 그녀의 책 《고추: 길들여진 캡시쿰스(Peppers: The Domesticated Capsicums)》에서 1922년 미국 순회법원의 증언을 인용하여 1862년 사망하기 전 "화이트는 자신의 친구 에드먼드 매킬러니가 화이트의 디어 랜지 플랜테이션을 방문했을 때 그에게 자신의 요리법과 함께 [고추] 꼬투리를 몇 개 주었다"고 선언했다.
에드먼드 매킬러니는 유통을 위해 처음에는 뉴올리언스의 유리 공급업체에서 사용하지 않은 오드콜로뉴병을 구입했다. 수요가 지속적으로 증가하면서 1870년대 후반에 이르러 타바스코 소스는 미국 전체로 유통망을 확장했으며 영국에 수출되기 시작했다. 1890년 에드먼드 매킬러니가 사망하자 그의 장남 존 에이버리 매킬러니가 뒤를 이어 사업을 확장하고 현대화했지만 불과 몇 년 만에 사임하고 시어도어 루스벨트의 제1 미국 자원 기병 연대인 러프 라이더스에 합류했다. John이 떠난 후, 북극 모험을 통해 독학으로 자연주의자가 된 형제 에드워드 에이버리 매킬러니가 회사 경영권을 인수하여 확장과 현대화에 집중했으며, 1898년부터 1949년 사망할 때까지 사업을 운영했다. 월터 S. 매킬러니는 삼촌 에드워드 에이버리 매킬러니의 뒤를 이어 1949년부터 1985년 사망할 때까지 매킬러니사의 사장을 역임했다. 그 후 에드워드 맥일레니 시몬스가 사장 겸 CEO로 몇 년 동안 회사를 운영했으며, 2012년 사망할 때까지 이사회 의장을 역임했다. 1965년 회사는 섬에 고추 재배 장소가 부족해져서 라틴 아메리카로 농장을 확장했다. 현재 대부분의 고추는 중부 아메리카 및 남미에서 경작되고 있는데 따뜻한 기후 때문에 연간 끊임없이 고추를 재배, 수확할 수 있어 제품의 안정적 수급이 가능하게 되었다. 폴 매킬러니는 1998년에 회사 사장이 되었으며 2013년 사망할 때까지 회장을 역임했다. 2012년에 매킬러니의 사촌인 토니 시몬스가 회사 사장으로 취임했고, 2019년 6월에는 그의 사촌인 해럴드 오스본이 다음 사장 겸 CEO로 선택되었다.
매킬러니사는 최초 설립자 에드먼드 매킬러니 이후 5대 째 자손들이 가업을 이어 운영하고 있다. 마찬가지로 이 회사의 주주들은 설립자의 후손과 그들의 인척이다. 매킬러니사는 엘리자베스 2세 여왕의 공급업체로서 회사를 인증하는 왕실 임명장을 받은 몇 안 되는 미국 회사 중 하나였다. 매킬러니사는 이러한 영장에 의해 여왕의 공급업체로 공식적으로 지정된 전 세계 850개 회사 중 하나였다. 보유한 영장은 "타바스코 HM 여왕 공급업체 —가정의 주인 —2009년 부여(Supplier of Tabasco HM The Queen — Master of the Household — Granted in 2009)"였다. 2005년에 에이버리섬은 허리케인 리타로 큰 피해를 입었고, 일가는 공장의 낮은 쪽에 17-피트 (5.2 m) 높이의 제방을 건설하고 백업 발전기에 투자했다.

## 제조

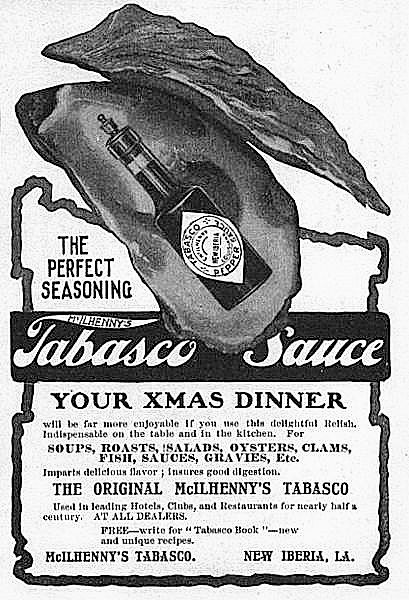
1905년 타바스코 소스 광고. 병 형태와 다이아몬드 로고는 지금도 크게 변하지 않았다.

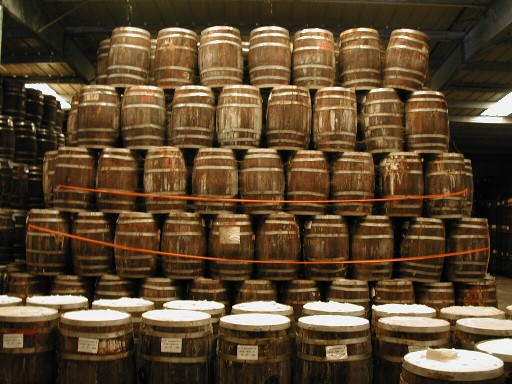
루이지애나주 에이버리섬에서 숙성중인 타바스코 고추 분쇄 혼합물이 들어있는 오크통

매킬러니의 소스 제작법은 140년이 지난 지금도 거의 비슷하다. 시대의 변화에 따라 자동화 과정이 많이 도입되었으나, 아직도 생산 과정 중 중요한 부분은 사람의 손으로 해결하고 있으며, 색소나 방부제 등은 쓰지 않는다.
초창기 타바스코 소스에 사용되는 모든 고추는 에이버리섬에서 재배되었다. 시간이 지나면서 수요를 충족하기 위해 루이지애나 전역에서 재배자가 선정되었고 1960년대에 회사는 다양한 라틴 아메리카 국가에 농장을 세웠다. 2013년 기준 섬에서 재배된 고추는 종자 재고를 생산하는 데 사용되며, 이는 이후 외국 재배자에게 배송된다. 해당 지역의 더 예측이 가능한 날씨와 쉽게 구할 수 있는 농경지 덕분에 일년 내내 꾸준히 공급할 수 있으며, 특정 재배 지역에서 심각한 악천후나 기타 문제가 발생하더라도 고추를 안정적으로 공급할 수 있다. 회사 전통에 따라 고추 채취는 알맞게 익은 것을 직접 손으로 딴다. 잘 익은 고추를 골라 따기 위해 고추 색 판별용 나무막대(le petit bâton rouge)를 쓴다. 그런 다음 막대기의 색상과 일치하는 고추가 소스 생산 공정에 도입된다. 고추는 수확 당일에 갈아서 으깬 다음 아이버리섬에서 자체 생산하는 소금과 섞어 다양한 증류소의 위스키에 사용되었던 흰참나무(white oak) 통에 소금과 함께 넣는다. 통을 준비하기 위해 통 내부를 탈탄(나무 윗부분을 제거)하고, 토치로 태우고 청소하여 잔여 위스키가 남지 않도록 한다. 그런 다음 통은 에이버리섬의 창고에서 혼합물을 숙성하는 데 사용된다. 혼합물을 넣은 후 오크통의 뚜껑 위에 가스가 올라와 통이 터지는 것을 막기위해 소금을 덮은 후 3년간 숙성 시킨다. 원래 초기 타바스코 소스는 숙성 기간이 1개월이었으나 현재는 3년이다. 충분히 숙성된 혼합물의 품질은 매킬러니 가족이 직접 검사한다. 최대 3년간 숙성한 후, 검사 결과 품질이 만족스러울 경우 혼합물을 걸러서 고추 껍질, 씨, 섬유질 등의 불순물을 제거한다. 그 후, 걸러진 액체를 증류 식초와 섞어 한 달 동안 조금씩 저어준 후, 용기에 완성된 소스를 담은 뒤, 내수 혹은 수출용으로 포장한다. 고추 수확 시 다음 해의 씨앗을 어느 농장에서 확보할지는 매킬러니 일가가 직접 현지 시찰을 통해 결정한다.
현재 매킬러니사는 하루 평균 2 온스들이 병 72만 개를 생산하고 있다. 이 회사에서 오랜 세월 타바스코 소스에 들어가는 사용된 소금은 에어버리섬 근처 루이지애나 해안을 따라 있는 가장 큰 암염 채굴장(2200 에이커 규모)에서 직접 조달하고 있다. 타바스코 소스의 소금은 이 암염으로만 만든다. 2019년 현재 타바스코 소스는 195개국에 수출되고 있다. 대한민국에서는 오뚜기에서 수입, 판매하고 있다.
타바스코는 최대 8년 동안 숙성된 고추와 와인 식초(wine vinegar)를 섞은 타바스코 리저브 에디션(Tabasco reserve edition)을 출시했다. 타바스코 다이아몬드 리저브 에디션(Tabasco Diamond Reserve Edition)은 브랜드 창립 150주년을 기념하기 위해 2018년에 출시된 한정판이다. 이 소스는 최대 15년간 숙성된 고추에 스파클링 화이트 와인 식초(sparkling white wine vinegar)를 섞어 만들었다.

## 변형

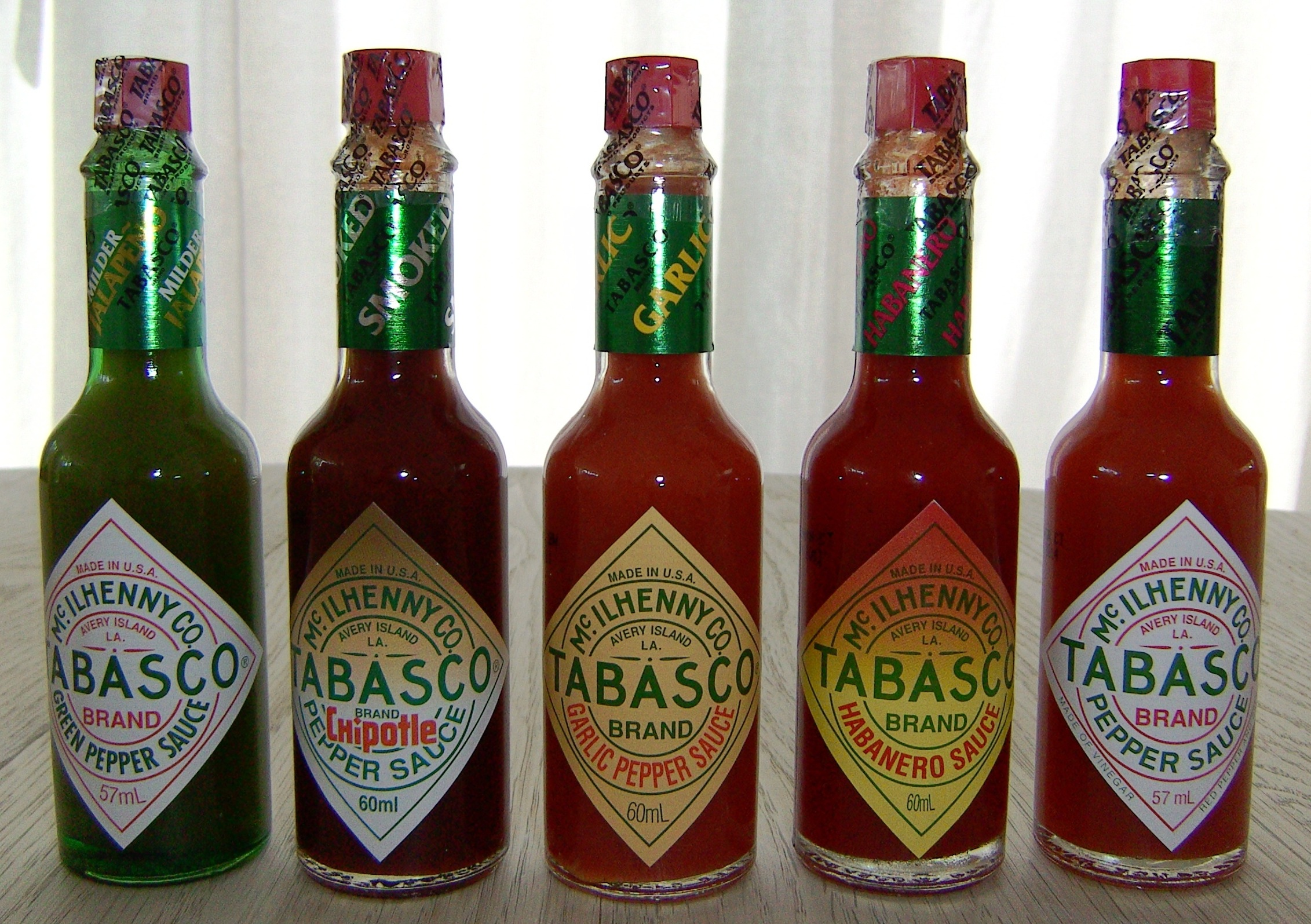
여러 종류의 타바스코 소스. 가장 오른쪽에 있는 것이 오리지널 소스이다.

여러 소스가 타바스코(Tabasco) 브랜드 이름으로 생산된다. 미국에서 판매되는 몇 가지 변형 종류는 다음과 같다.(☆표시는 대한민국에도 판매되는 변형):

### 현재 소스
- 버펄로 스타일 핫소스(Buffalo Style Hot Sauce)
- 카옌 마늘(Cayenne garlic)
- 치포틀레 기반 훈제(Chipotle-based smoked) ☆
- 패밀리 리저브(Family Reserve)
- 하바네로(Habanero)
- 할라피뇨 베이스 그린(Jalapeño-based green)
- 오리지널 레드 소스(Original Red sauce)
- 라즈베리 치포틀레(Raspberry Chipotle)
- 로스트 페퍼 소스(Roasted Pepper sauce)
- 스콜피온 소스(Scorpion sauce) ☆
- 스리라차(Sriracha) ☆
- 스위트 & 스파이시(Sweet & Spicy)

### 단종 소스
- 멕시코 스타일 살사 피칸테(Mexican Style Salsa Picante)
- 로코토 페퍼 소스(Rocoto pepper sauce)

하바네로, 치포틀레, 마늘 소스에는 타바스코 고추와 다른 고추를 섞은 것이 포함되어 있지만, 할라페뇨 종류에는 타바스코 고추가 포함되지 않다. 그러나 이러한 소스 중 어느 것도 주력 제품에 사용되는 3년 숙성 공정을 거치지 않았다. 이 브랜드는 또한 다양한 타바스코 초콜릿을 생산한다.

## 맵기

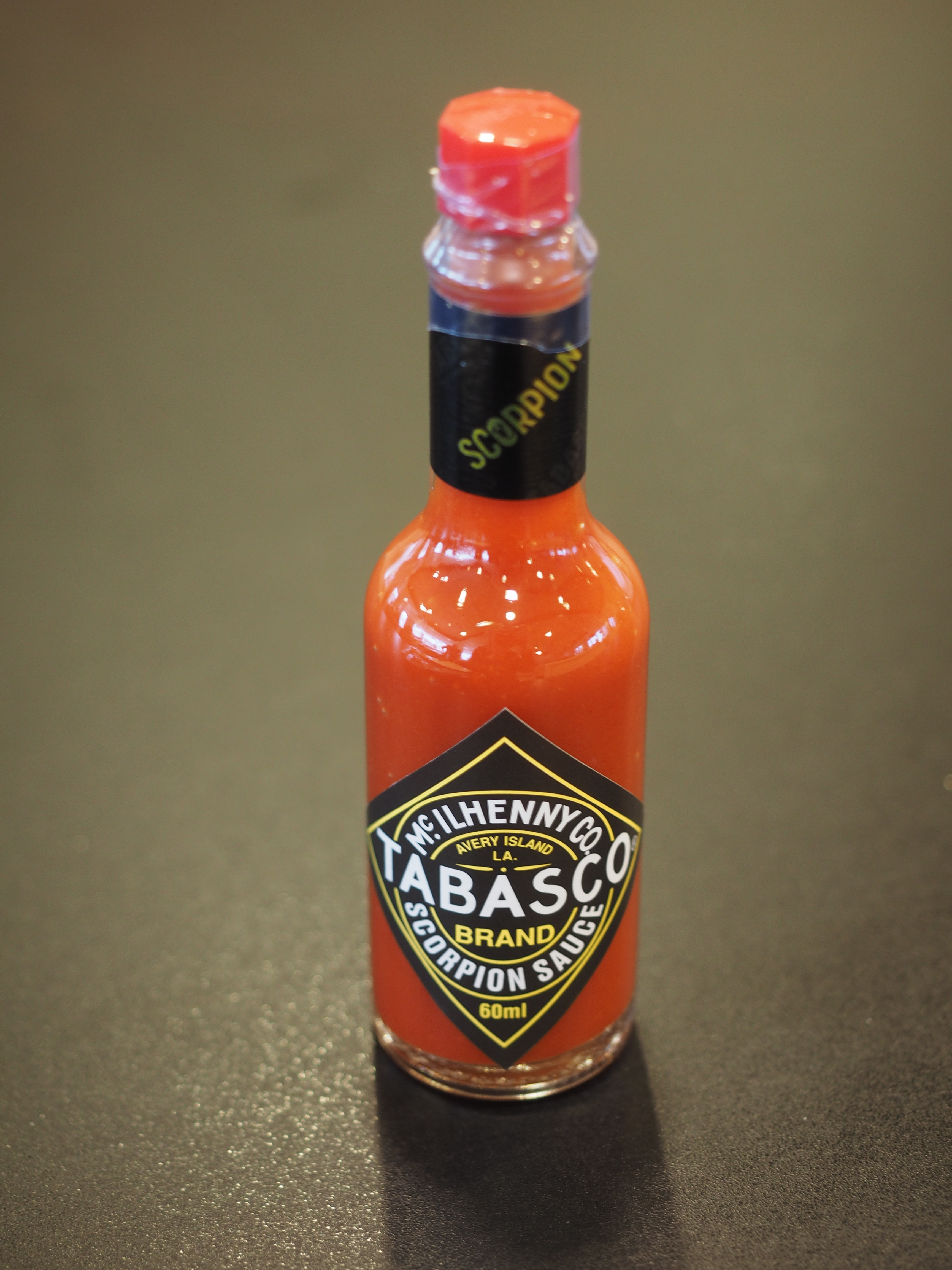
타바스코 스콜피온 소스는 타바스코 브랜드의 가장 매운 소스로, 스코빌 지수가 35,000에 이른다.

| 소스                   | 영문명               | 스코빌 지수   | Notes                                                                        |
| ---------------------- | -------------------- | ------------- | ---------------------------------------------------------------------------- |
| 타바스고 고추 소스     | Tabasco Pepper Sauce | 2,500–5,000   | 기본형 소스                                                                  |
| 하바네로 소스          | Habanero Sauce       | 7,000+        |                                                                              |
| 치포틀레 소스          | Chipotle Sauce       | 1,500–2,500   | 원래 소스 제조 과정에서 생성된 고추 펄프를 첨가한 치포틀레 기반 소스         |
| 카옌 마늘 소스         | Cayenne Garlic Sauce | 1,200–2,400   | 타바스코 고추에 더 부드러운 고추를 섞는다.                                   |
| 그린 할라페뇨 소스     | Green Jalapeño Sauce | 600–1,200     | 녹색 고추 소스                                                               |
| 스위트 & 스파이시 소스 | Sweet & Spicy Sauce  | 100–600       | 모든 소스 중에서 가장 순한 맛                                                |
| 버펄로 스타일 소스     | Buffalo Style Sauce  | 1,200–2,500   | 마늘과 비슷하지만 신 맛이 난다                                               |
| 스콜피온 소스          | Scorpion Sauce       | 23,000–33,000 | 가장 매운 소스이다. 고추 자체는 스코빌 지수가 최대 2,000,000에 달할 수 있다. |

## 포장

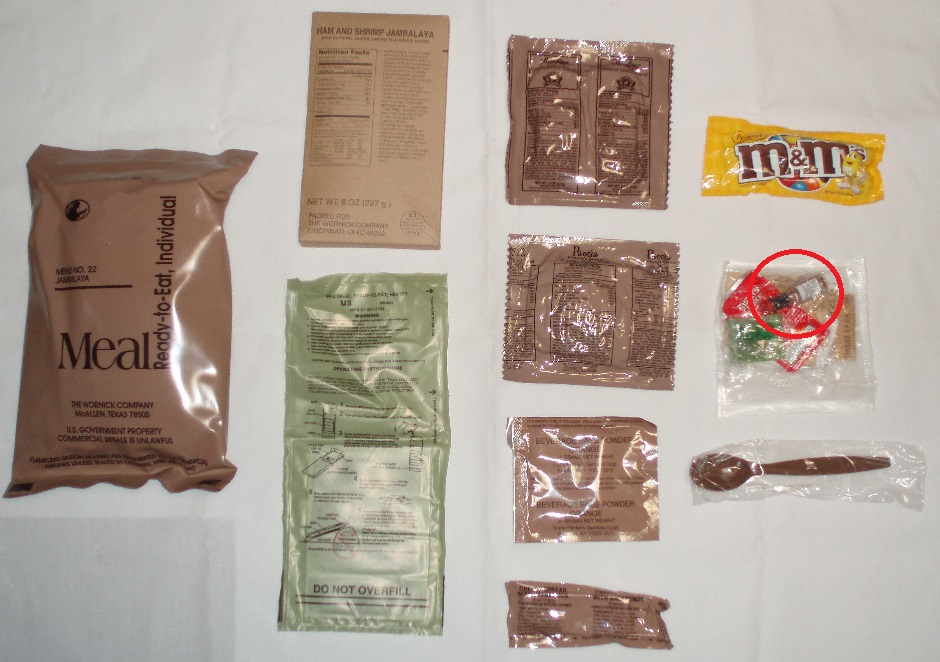
MRE에 강조 표시된 타바스코 소스, 오른쪽 중앙

타바스코 브랜드 고추 소스는 195개국 이상에서 판매되고 있으며 36개 언어와 방언으로 포장되어 있다. 타바스코 병은 여전히 1868년 첫 번째 소스 생산에 사용된 향수 스타일의 병을 모델로 하고 있다. 에이버리섬에 있는 타바스코 공장에서는 매일 2 온스(57 ml) 용량의 타바스코 소스병 720,000개가 생산된다. 병은 일반적인 2온스와 5온스(59 ml와 148 ml) 병부터 음식 서비스 업체를 위한 1-미국-갤런 (3.8 l; 0.83 imp gal) 병, 그리고 1⁄8-미국-액량-온스 (3.7 ml) 미니어처 병까지 다양한다. 타바스코 소스의 0.11-미국-액량-온스 (3.3 ml) 포션 컨트롤(PC) 패킷도 있다. 대통령 인장이 찍힌 타바스코의 1/8온스 병은 에어포스 원에서 제공된다. 미군은 1980년대부터 타바스코 소스를 Meals, Ready-to-Eat (MREs)에 포함시켰다. 호주, 영국, 캐나다 군대도 식량 배급에 타바스코 소스 소형 병을 제공한다.

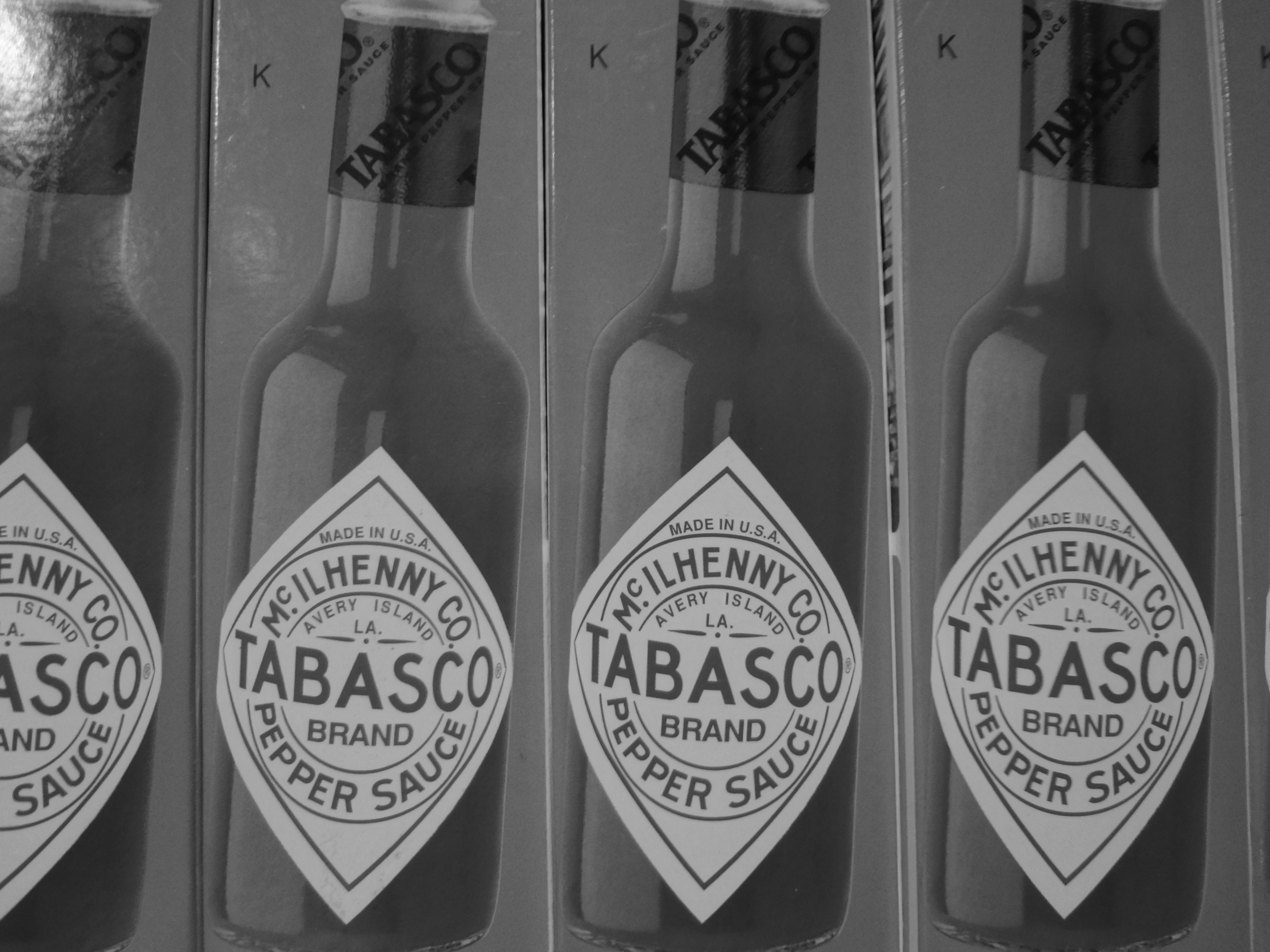
타바스코 소스 포장

## 이용
매킬러니 컴퍼니는 팝콘, 견과류, 올리브, 마요네즈, 머스터드, 스테이크 소스, 우스터셔 소스, 간장, 데리야키 소스, 마리네이팅 소스, 바비큐 소스, 칠리 소스, 페퍼 젤리, 블러디 메리 믹스 등 후추 시즈닝이 포함된 타바스코 브랜드 제품을 생산한다. 매킬러니 컴퍼니는 또한 다른 브랜드에서도 타바스코 소스를 제품의 재료로 사용하고 광고할 수 있도록 허용한다("코브랜딩"이라고 불리는 일반적인 마케팅 관행). 치즈잇 크래커는 2018년 켈로그가 자체 핫 소스로 대체하기 전까지 오랫동안 매킬러니의 타바스코 그린 페퍼 소스를 사용했다. 오리지널 레드 타바스코 소스의 유통기한은 서늘하고 건조한 곳에 보관하면 3년이며, 다른 타바스코 맛의 유통기한은 짧다. 타바스코는 NASA의 우주왕복선 프로그램 메뉴에 등장하여 우주왕복선 궤도에 올랐다. 스카이랩과 국제우주정거장에서 사용되었으며, 우주 비행사들에게 우주 음식의 싱거움에 대응하기 위한 수단으로 인기가 높다.

## 특이 사항
- 타바스코는 우주왕복선의 공식 메뉴이었다. 미 항공우주국은 미 육군과 관련이 있었기 때문에, 육군에 군용 납품을 해 왔던 맥킬래니 사는 우주인의 음식으로 타바스코 소스를 조달할 수 있었다. 타바스코 소스는 국제우주정거장 및 우주 왕복선 미션, 스카이랩 미션에서 우주식량에 이름을 올렸다.[18]
- 타바스코 병의 생김새는 창업자가 이 소스를 향수통에 채워 판 것에서 비롯되었다. 당시 용기 모양은 현재까지 유지되어 내려오고 있다. 다만 마개를 돌려서 여는 현재와는 달리 출시 초기에는 향수처럼 눌러서 내용물을 음식에 뿌리는 방식이었다.[1]

## 같이 보기
- 타바스코 고추
- 스코빌 척도